# 판티 킴푹
판티 킴푹(베트남어: Phan Thị Kim Phúc, 1963년 4월 6일 ~ )은 베트남계 캐나다인 작가이자 유네스코의 우호 대사이다.

## 네이팜탄 소녀
킴푹은 베트남 공화국 짱방 태생으로 베트남 전쟁이 한창이던 1972년 6월 8일에 그 지역의 카오다이 사원에서 가족과 함께 은신하고 있었다. 그러다가 '현장을 벗어나라'는 주변 병사들의 다급한 목소리를 들은 지 불과 몇 초 만에 사원 주변에 네이팜탄이 날아들었으며, 마을 전체가 순식간에 주황색 불길에 휩싸였다.
네이팜탄 불길은 당시 무명옷을 입은 킴푹의 왼쪽 팔에 옮겨붙었고, 공포의 순간이었지만 킴푹은 옷을 벗어던지고 울부짖으면서 필사적으로 거리로 뛰쳐나가다가 곧 의식을 잃었다.
이 때 당시 AP 통신의 사진기자였던 후잉 콩 우트는 그러한 장면을 사진으로 담았으며, 킴푹이 쓰러지자 차에 태워 근처의 작은 병원으로 갔다. 그는 미국기자증을 보여주며 소녀를 잘 치료해 줄 것을 부탁했다.
사이공으로 돌아와 그 사진을 인화했으나 나체는 보도하지 못한다는 AP의 엄격한 규정 때문에 싣지 못했다. 그러나 며칠 뒤 한 경험 많은 사진에디터의 주장에 힘입어 그 사진은 전송됐고, 세계 거의 모든 언론이 이를 대대적으로 실었다. 사진의 위력은 엄청나서 나중에 퓰리처상을 수상한 것은 물론 대대적인 반전여론을 조성해 베트남전 종전에도 한몫했다.
전신 30%에 3도 화상을 입은 킴푹은 여러 차례 피부이식 수술을 받은 후 13개월 만에 퇴원했다.

## 성인이 된 후
의사를 꿈꾸던 킴푹은 노력 끝에 의과대학에 입학했지만 그 사진에 대해 뒤늦게 알게 된 공산당 지도자는 킴푹으로 하여금 대학을 그만 두게 했고 고향으로 돌아가게 만들었다. 그러나 1982년에 외신기자들의 도움으로 독일에서 치료를 받을 수 있게 되었으며, 얼마 후 그녀의 이야기에 감동을 받은 베트남 총리는 그녀가 쿠바에서 공부할 수 있도록 허용했다.

## 결혼 후 캐나다로 망명
쿠바에서 유학을 하는 동안에 같은 유학생인 부이 후이 또안(Bui Huy Toan)을 만났으며, 1992년에 결혼을 하여 신혼여행을 가게 되었다. 비행기가 중간지점에서 급유를 하는 동안 부부는 비행기에서 내려서 캐나다에 비호권을 요청했고, 허락을 받았다. 1997년에는 유네스코로부터 평화문화친선대사로 임명되었으며, 1998년에 캐나다 시민권 시험에 통과하여 시민권을 취득했다.

## 이후
캐나다 시민권을 획득한 이후에는 이른바 평화운동가로 활동하고 있다. 또한 2008년에는 KBS 워싱턴 지국과의 인터뷰에서는 "기회가 되면 북한을 방문해 북한 어린이들을 직접 만나보고 싶다"는 의사를 밝혔다. 2019년에는 국내에서 열린 DMZ 포럼에 참석하여, 남북한 통일에 대한 긍정적인 의사를 밝히기도 했다. 2022년 50년 간 받던 화상 치료를 성공적으로 완료했다.

## 같이 보기
- 사이공식 처형
- 틱꽝득